# Cystine
Cystine is een geoxideerde dimere vorm van cysteïne. Het wordt gevormd uit twee cysteïneresiduen middels een disulfide binding tussen de thiolgroepen.
Cystine is aanwezig in haar en hoornachtige materialen. Het is een belangrijk aminozuur-dimeer, omdat het in grote mate de tertiaire structuur van eiwitten waarin het voorkomt bepaalt. De configuratie van cystine is in deze eiwitten altijd L,L.